# Loch Shin
Le loch Shin (en gaélique écossais : Loch Sin, prononcé [ɫ̪ɔx ʃiːn]) est un loch dans les Highlands au nord-ouest de l'Écosse. Au sud se trouve la petite ville de Lairg. Le loch est le plus grand du Sutherland, coule du nord-ouest vers le sud-est et s'étend sur une longueur de 27,2 km.
Dans les années 1950, le niveau du lac a été surélevé d'environ 10 mètres par la construction du barrage de Lairg par Wimpey Construction dans le cadre d'un aménagement hydroélectrique.
Des chaînes de montagne se trouvent autour du loch. La plus haute, Assynt Ben Plus à l'ouest, culmine à 998 m alors qu'à l'est Ben Klibreck ne s'élève qu'à 962 mètres. Le loch se jette dans la Mer du Nord en passant par la très courte rivière Shin qui se jette dans l'estuaire de Dornoch.
À cinq kilomètres au nord de Lairg, se dresse un monument en mémoire d'une des premières tentatives de dompter les Highlands. Pendant les années 1870, le duc de Sutherland fit labourer environ 8 km2, mais l'industrie ne l'a jamais récompensé. Aujourd'hui, la région autour du lac est l'un des grands centres d'élevage pour les moutons en Écosse.